# Ardashir III
Ardashir III, född omkring 621, död 27 april 630, var en persisk kung av den sassanidiska ätten. Han regerade mellan 628 och 630.